# وات شینگ تونگ
وات شینگ تونگ (لائو: ວັດຊຽງທອງ) یک معبد بودایی در لوآنگ پرابانگ، لائوس که در سال ۱۵۶۰ میلادی ساخته شده‌است.

## نگارخانه

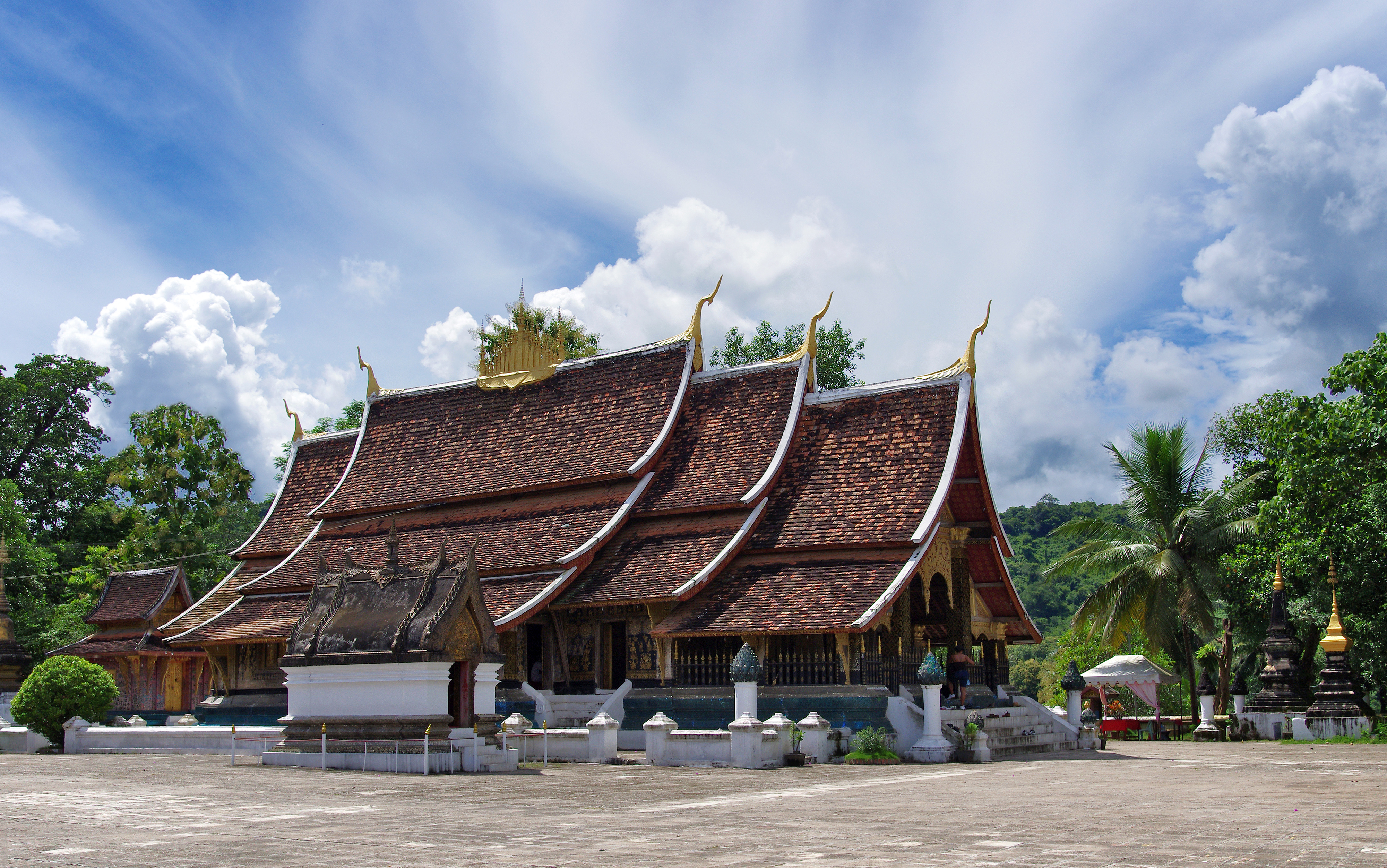
Wat Xieng Thong Sim
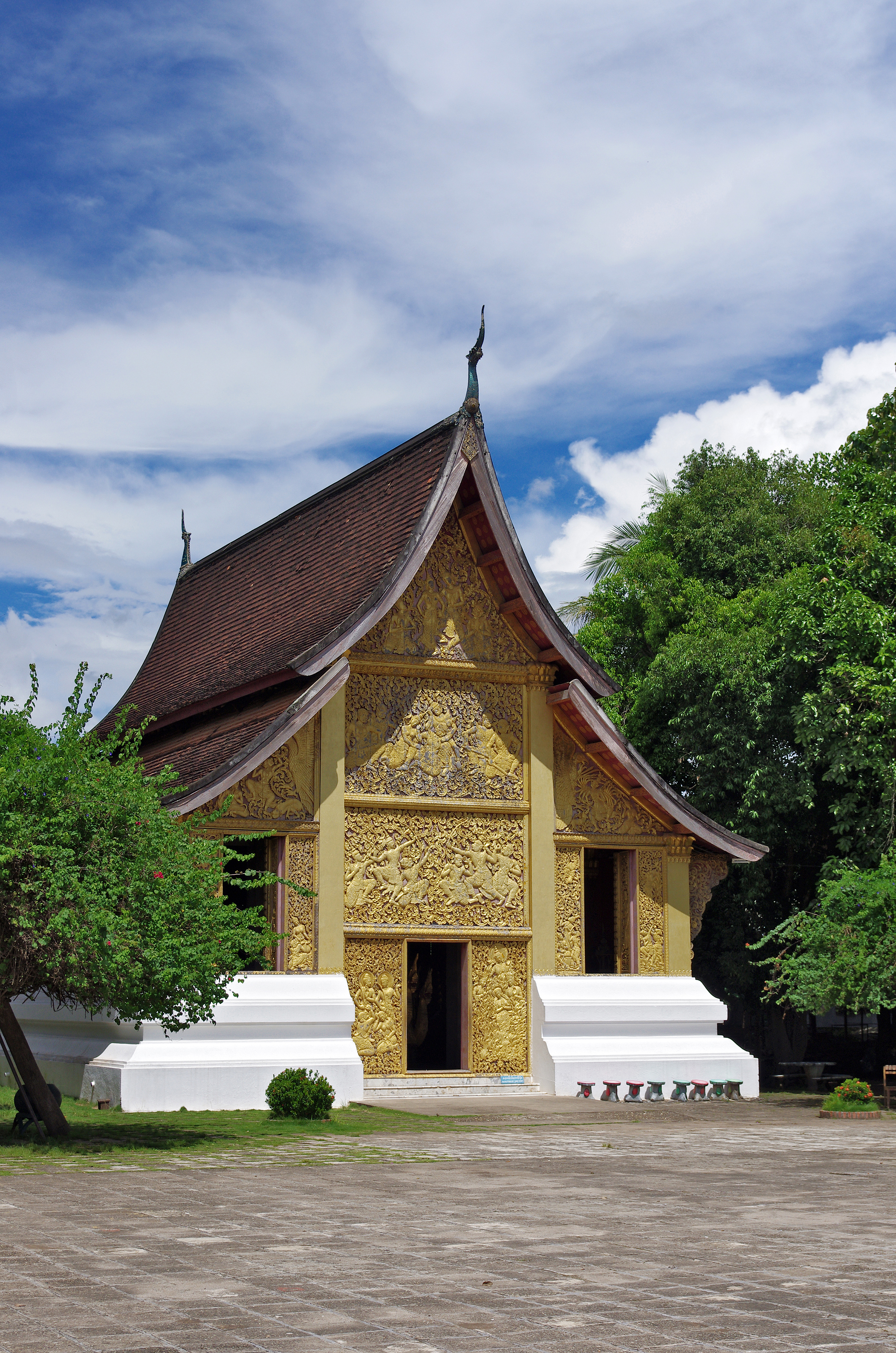
Funeral chapel
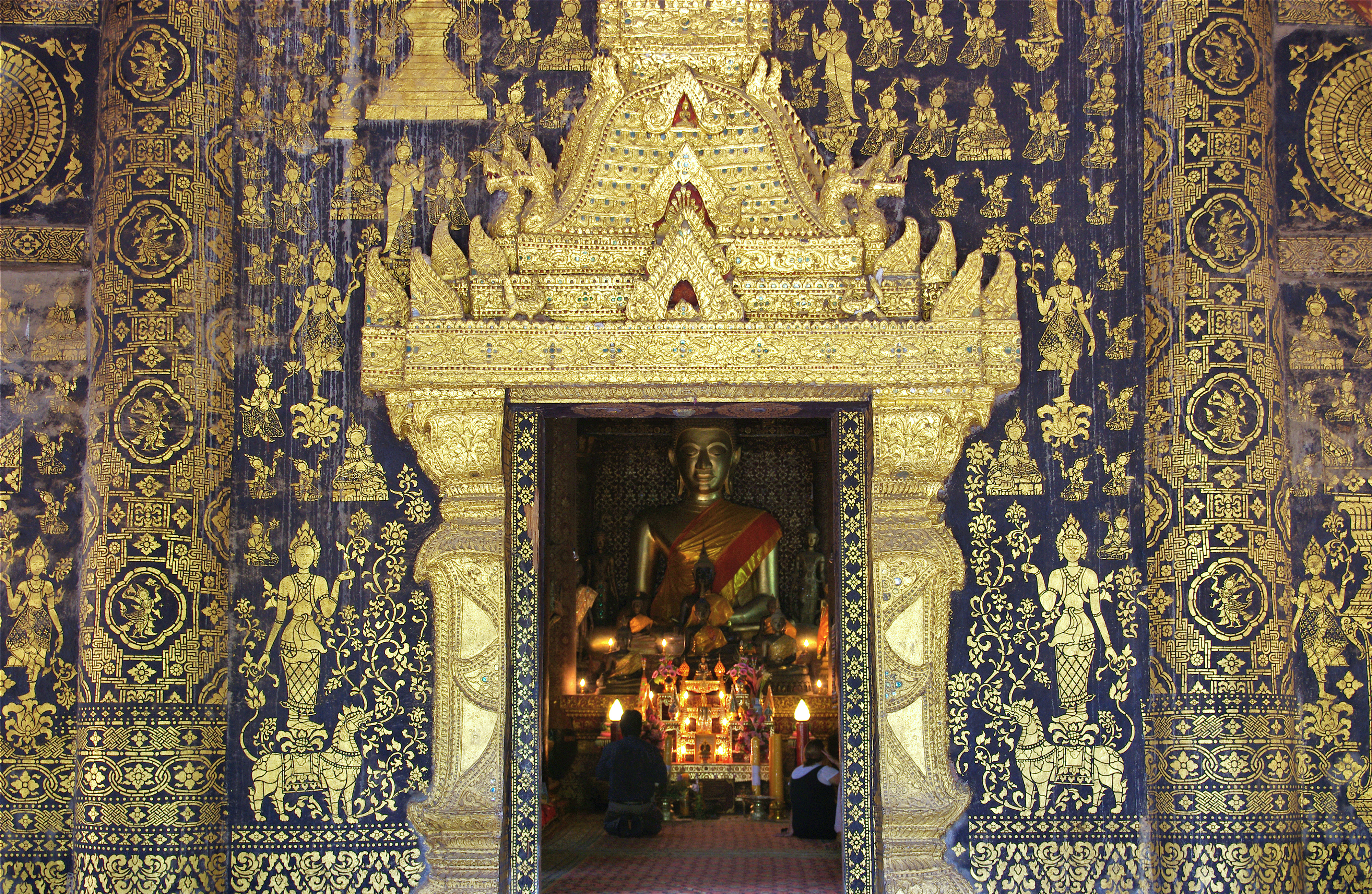
Golden outer wall of Wat Xieng Thong
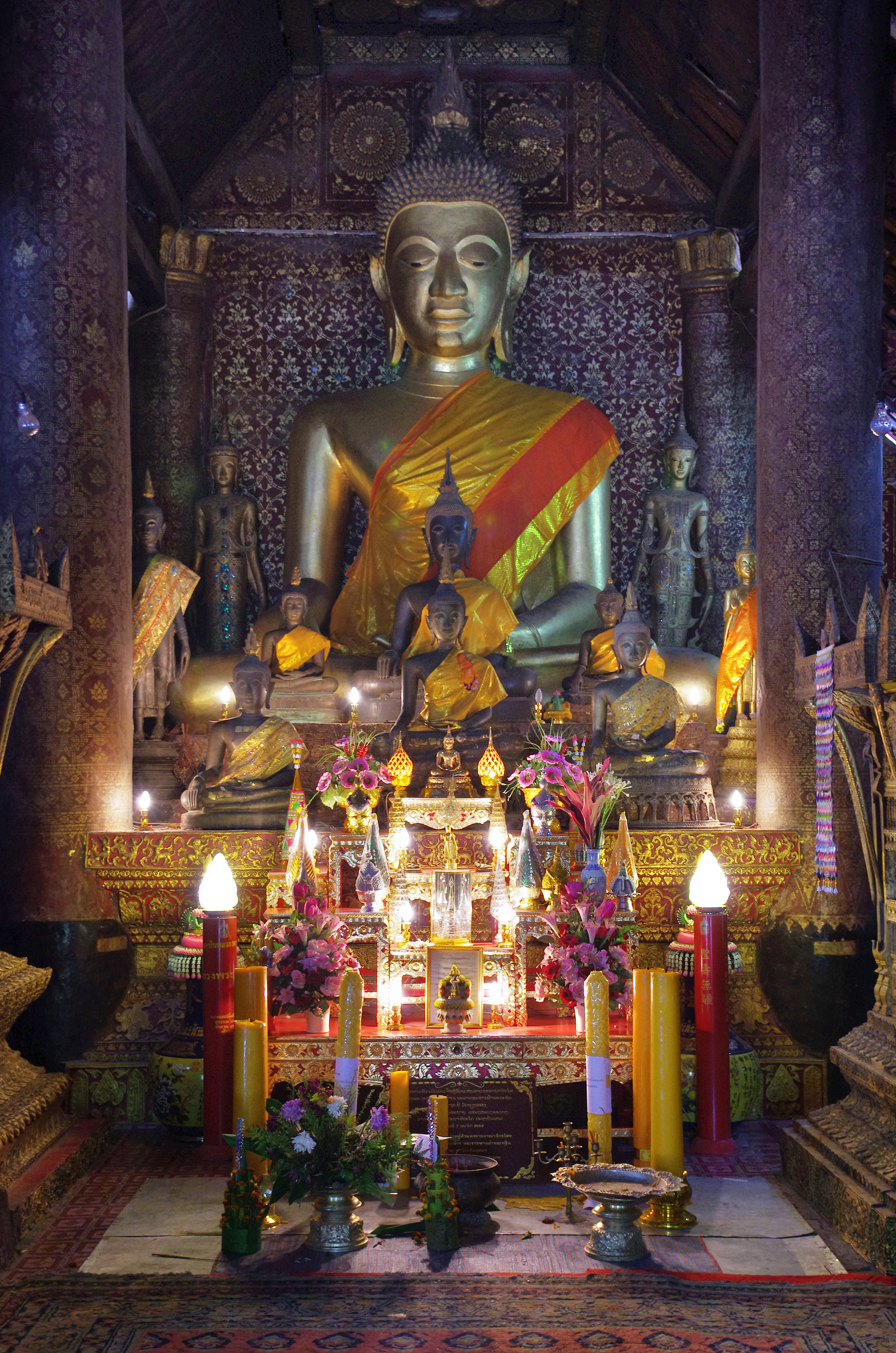
The inside of Wat Xieng Thong
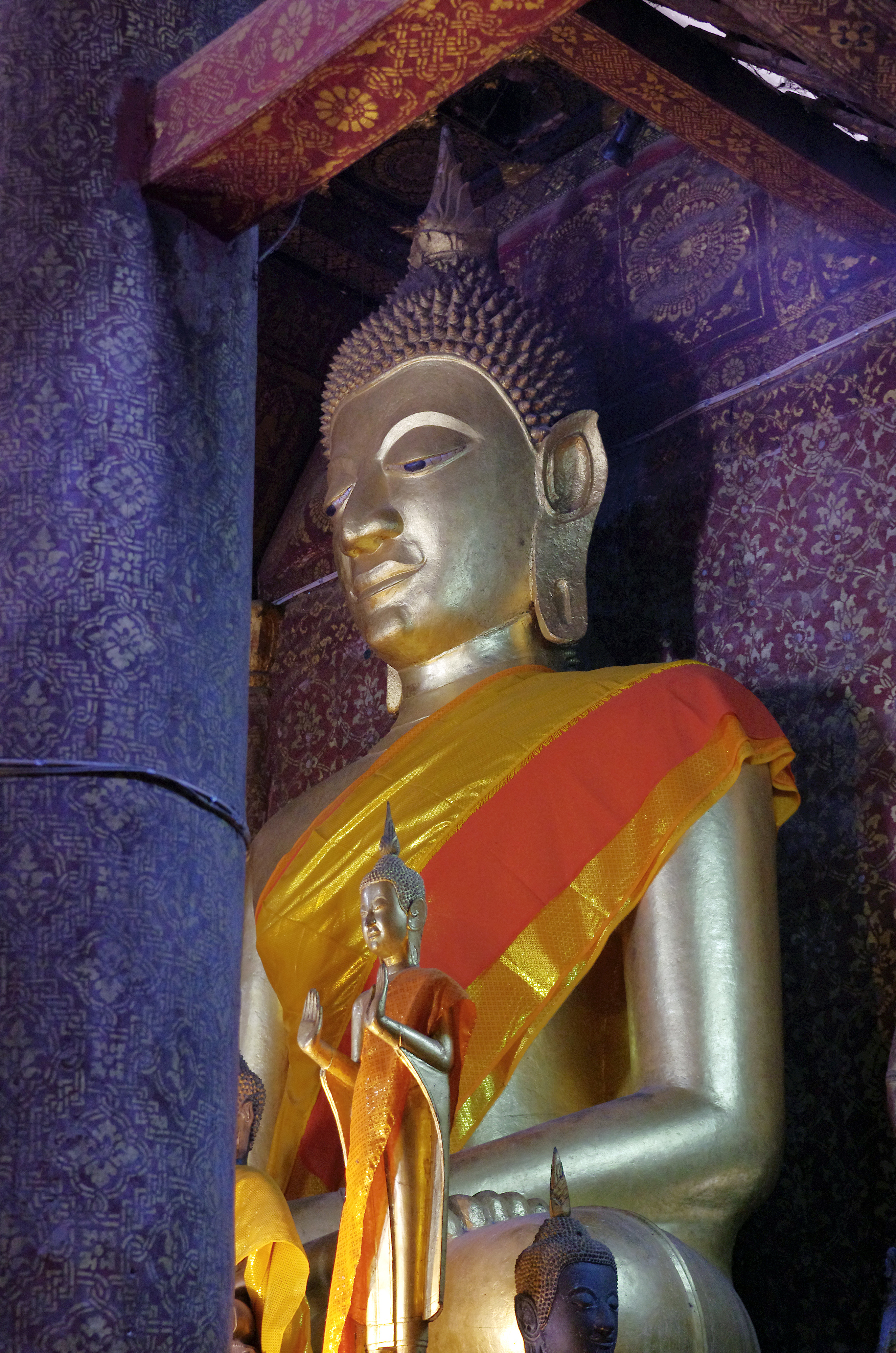
Buddha statue inside of Wat Xieng Thong
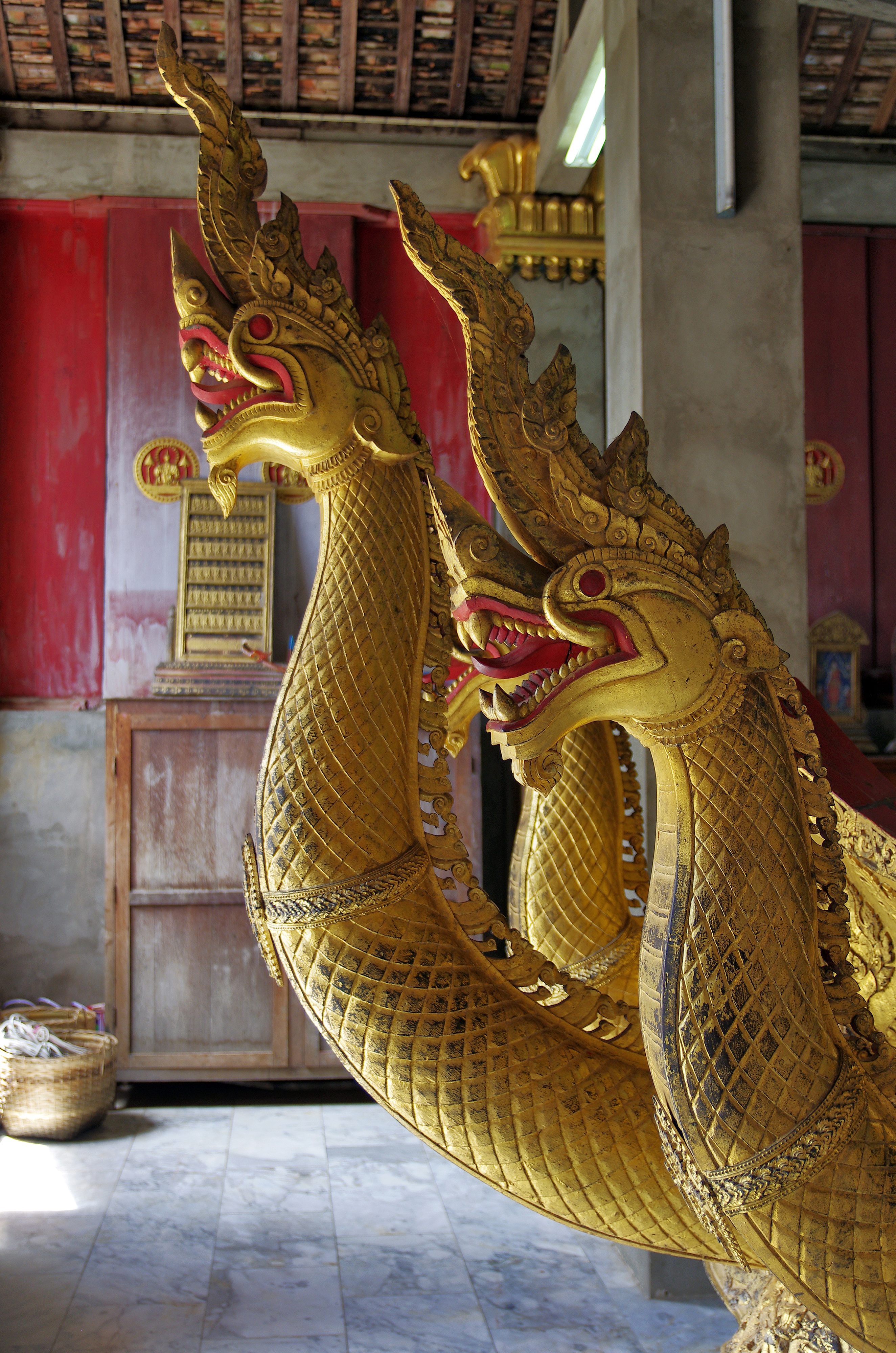
The naga on the ceremonial barge
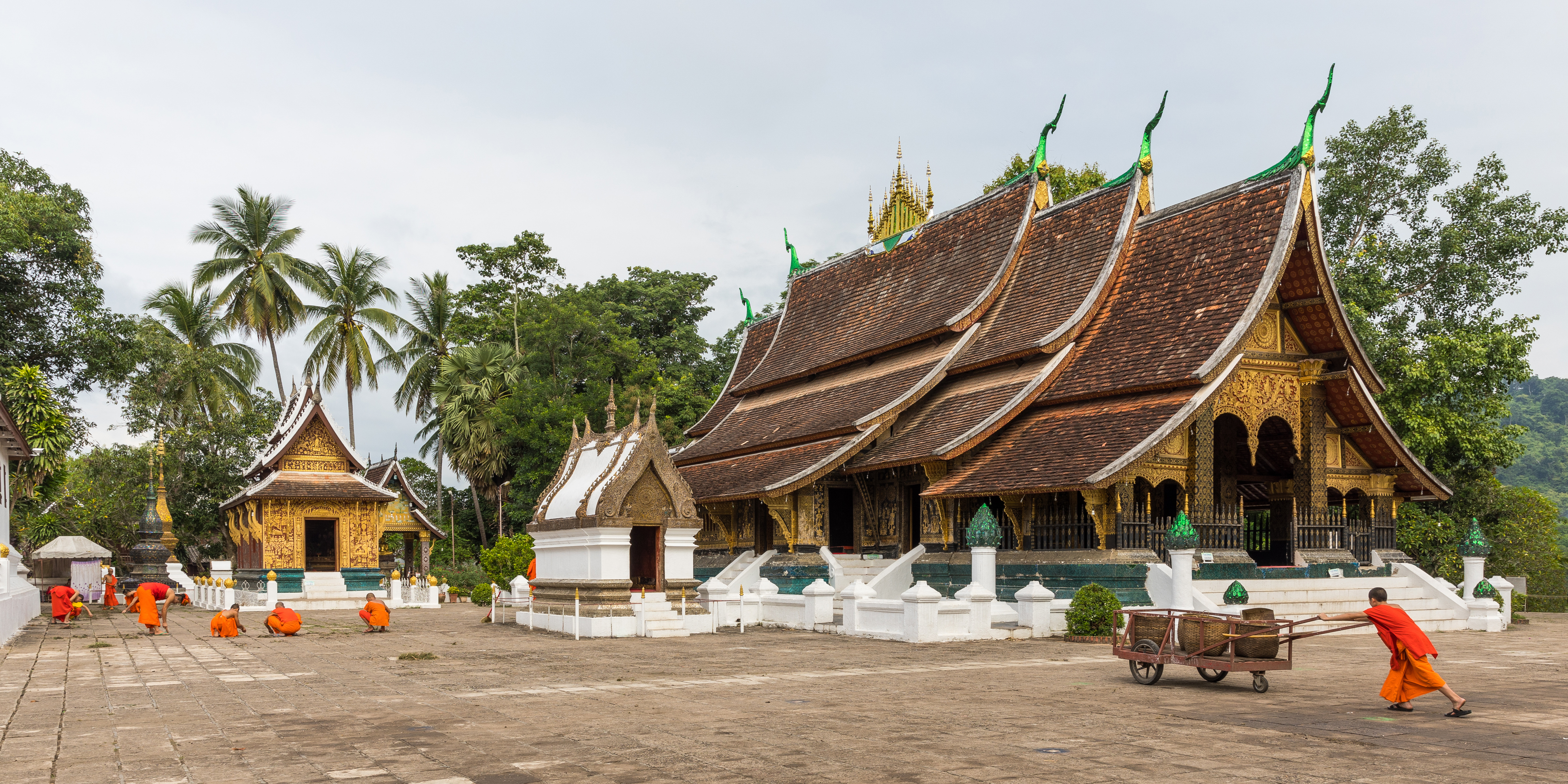
Young Buddhist monk pushing a hand cart to join others busy cleaning the yard